# Bejzymy
Bejzymy (ukr. Бейзими) – wieś na Ukrainie, w obwodzie chmielnickim, w rejonie zasławskim, na prawym brzegu Chomory. W 2001 roku liczyła 249 mieszkańców.
Miejsce urodzenia Jana Beyzyma.